# Ersin Tatar
Ersin Tatar (nacido en 1960) es un político turcochipriota que actualmente se desempeña como presidente de la República Turca del Norte de Chipre desde el 23 de octubre de 2020, tras resultar triunfador en las elecciones presidenciales con un 51,69 % de los votos. Previamente ejerció como primer ministro de su país; ocupó el cargo tras el colapso del gobierno de coalición de Tufan Erhürman en mayo de 2019. También es el líder del Partido de Unidad Nacional (UBP) y se desempeñó como Líder de la Oposición.
Tatar entró en la política en 2003, ingresando en el UBP. Fue elegido por primera vez al parlamento en 2009, y se desempeñó como ministro de Finanzas bajo el gobierno de Derviş Eroğlu hasta la derrota de su partido en 2013. En 2015, se postuló para el liderazgo del UBP y fue derrotado. En 2018, se postuló de nuevo y obtuvo la victoria.

## Primeros años
Ersin Tatar nació el 7 de septiembre de 1960 en Nicosia, hijo del político Rüstem Tatar y su esposa Canev Tatar. Fue alumno interno en Forest School, una escuela privada en el este de Londres, Inglaterra, y asistió al Jesus College, Cambridge, donde obtuvo una licenciatura en economía en 1982.

## Carrera
De 1982 a 1986, Tatar trabajó como contador público para PriceWaterhouse en Inglaterra. De 1986 a 1991, trabajó para Polly Peck y fue asistente del tesorero de la compañía cuando colapsó con deudas de 1.300 millones de libras esterlinas.
En el juicio resultante que llevó al director ejecutivo Asil Nadir a recibir una pena de diez años de prisión, se alegó que Tatar había "ayudado al Sr. Nadir en el movimiento deshonesto de dinero de PPI y disfrutado de una estrecha relación laboral con el jefe de Polly Peck". Cuando Tatar visitó el Reino Unido en 2019, por primera vez desde 1991, existía la preocupación de que pudiera ser arrestado por su papel de Polly Peck, pero la Oficina de Fraudes Graves del Reino Unido dijo que "ya no era de interés público".
En 1991 se trasladó a Ankara donde trabajó en FMC Nurol Defense Industry Co hasta 1992. De 1992 a 2001 fue coordinador general de Show TV, un canal de televisión turco propiedad de Ciner Media Group. En 1996, fundó su propio canal de televisión Kanal T en Nicosia.
También fue un miembro activo de la comunidad de la diáspora chipriota en Turquía y fue presidente de la Asociación Cultural Turcochipriota de Estambul de 1997 a 2001.

## Política
Tatar ingresó a la política en 2003, uniéndose a la UBP. Fue elegido por primera vez al parlamento en 2009 y se desempeñó como Ministro de Finanzas bajo Derviş Eroğlu hasta la derrota de su partido en 2013. En 2015, se postuló para el liderazgo de UBP y perdió. En 2018, volvió a correr y ganó.
Tatar expresó su apoyo a la ofensiva turca de 2019 en el noreste de Siria y dijo que los turcos chipriotas siempre están del lado de Turquía.
Tatar es partidario de una solución de dos estados.
Una semana antes de las elecciones presidenciales de 2020, Tatar visitó Turquía  Después de su llegada, anunció que reabriría la playa cerrada de Varosha, con la bendición del presidente turco Tayyip Erdogan. La medida para abrir la playa, anunciada por Tatar, provocó una condena generalizada tanto en el norte como en la República de Chipre, así como en la comunidad internacional. Además, el vice primer ministro de ese momento, Kudret Ozersay ha anunciado su dimisión y ha acusado a Ersin Tatar de robarle su idea. Ozersay, quien fue el primero en pedir la reapertura de Varosha bajo control turcochipriota, dijo que estaba en contra de la decisión de Tatar porque había convertido el tema en un tema de campaña antes de las elecciones presidenciales turcochipriotas. Ozersay también fue candidato. Esto ha provocado que el gobierno de TRNC se disuelva solo una semana antes de las elecciones. Intentando salvar las apariencias de que la decisión de abrir Varosha no fue una estratagema de campaña de Ankara, Tatar dijo que tomó la decisión como "primer ministro" y no como candidato en las próximas elecciones.